# Heiliggeistkirche (Lublin)

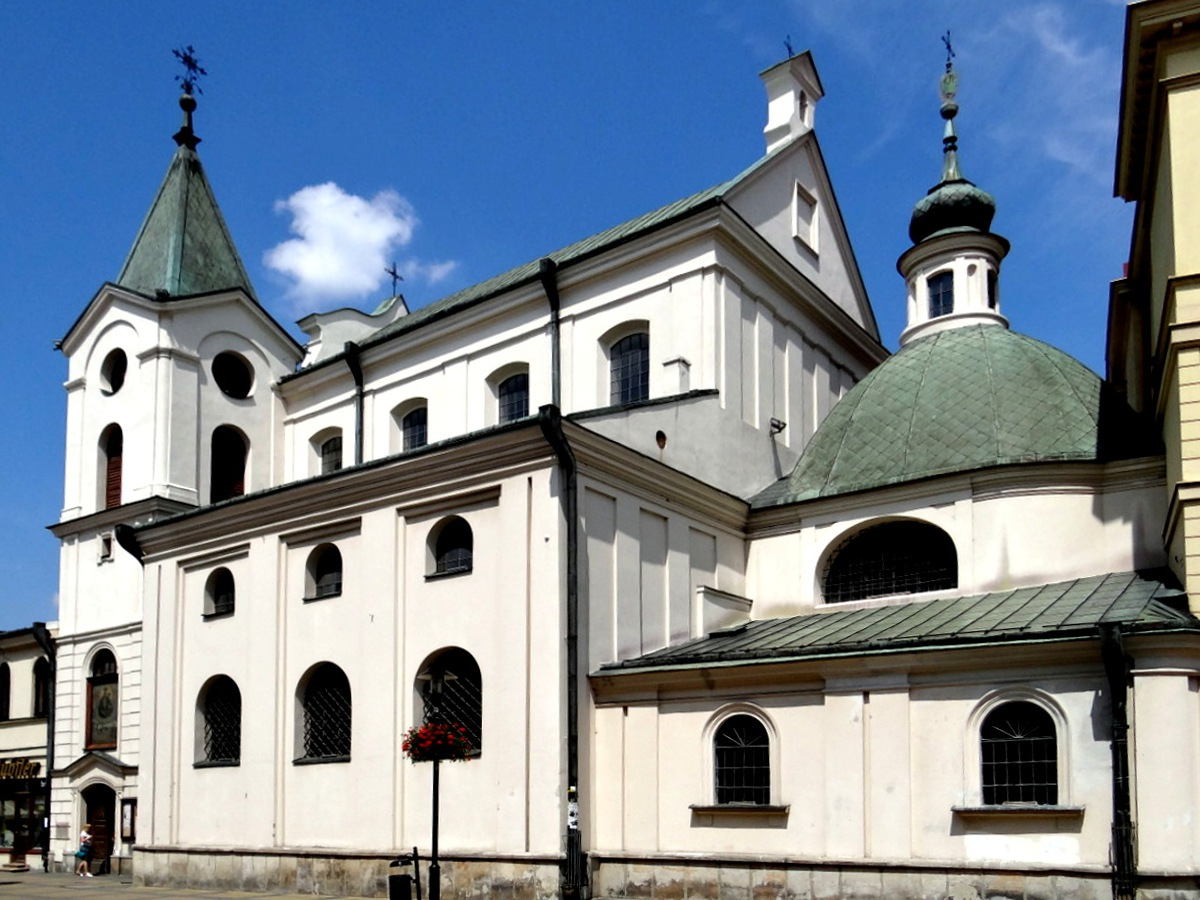
Heiliggeistkirche Lublin

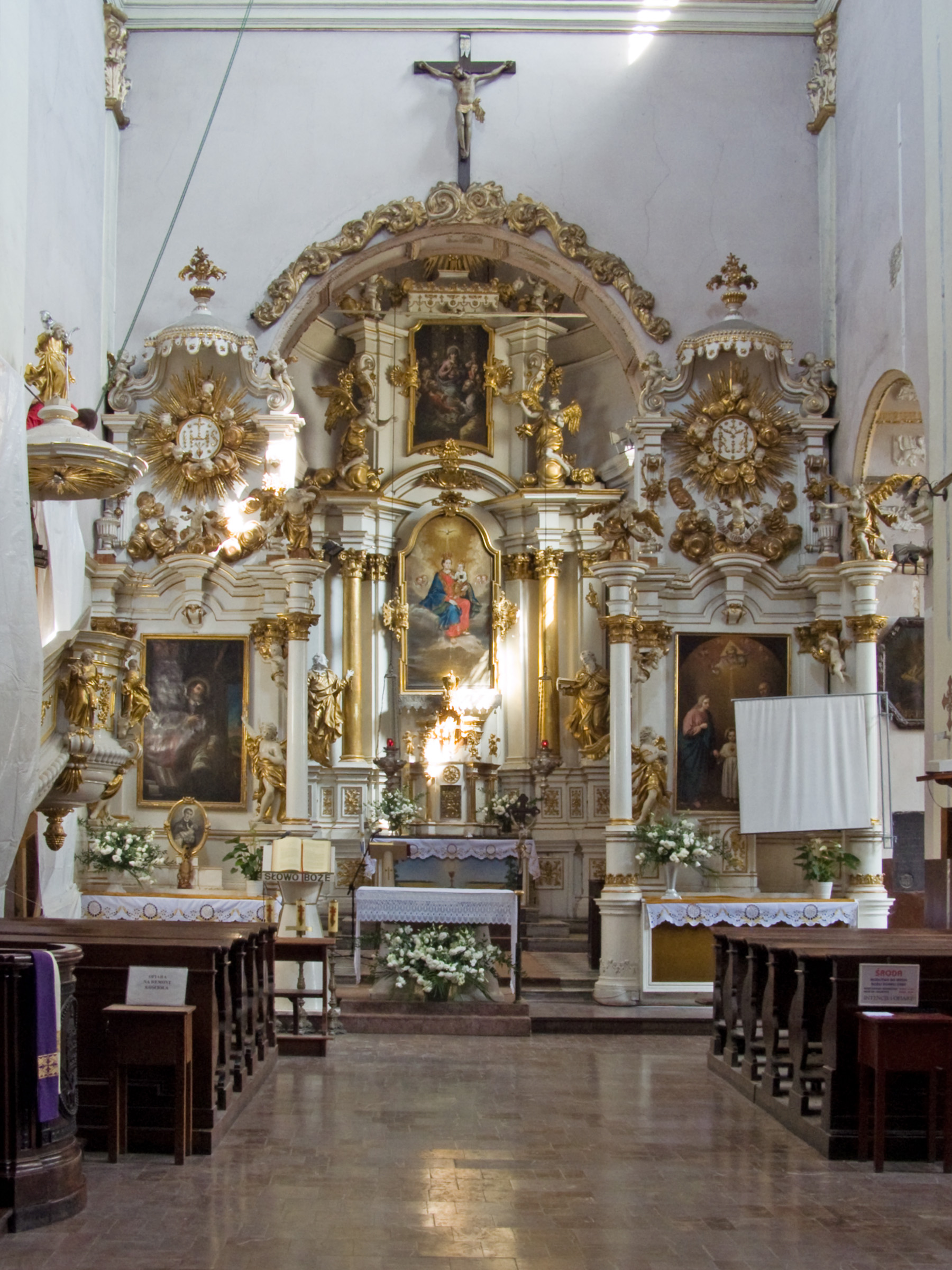
Altarraum

Die Heiliggeistkirche (polnisch Kościół Świętego Ducha) in Lublin ist eine römisch-katholische Kirche im Stadtteil Krakauer Vorstadt. Zur Zeit ihrer Erbauung lag sie vor dem Heiligkreuztor der Lubliner Altstadt.

## Geschichte
Die Kirche entstand im spätgotischen Stil vor 1419 am Heiliggeistspital, das sich zu dieser Zeit vor den Stadtmauern Lublins befand. Nach mehreren Bränden im 16. Jahrhundert erhielt die Kirche 1608 eine barocke Kuppel. Im 17. Jahrhundert wurde das Heiliggeistspital aufgelöst und abgerissen. An seiner Stelle entstand das Kloster der Unbeschuhten Karmeliten. Die Kirche wurde als Ordenskirche im Stil der Lubliner Renaissance erneuert. Nach dem Brand von 1733 wurde der Innenraum barockisiert. 1803 brannte das Kloster erneut ab. Die Unbeschuhten Karmeliten zogen in die Josefskirche um, und an der Stelle des alten Klosters entstand das Neue Rathaus. Die Kirche wurde erneuert und erhielt einen neugotischen Turm. Das Heiligkreuztor wurde 1858 abgetragen.